# Do it Project
Do it Project er en dansk kortfilm fra 2011 instrueret af Kristoffer Akselbo.

## Handling
"Do It" består af 22 kortfilm om viral markedsføring. Det er et hybridprojekt, der ønsker at udforske de systemer, der ligger bag undercover-stealth markedsføring på nettet. Det, der kendetegner en succesfuld viral kampagne, er i høj grad en forståelse af de sociale netværksmediers helt unikke aktive brugeradfærd og den effekt, der sætter ind, når brugerne tager en kampagne til sig. Den samlede fortælling i "Do It" handler om en ung kvinde, der hypnotiseres af en gal YouTube-blogger, en såkaldt vlogger. Vloggeren vil frigøre hende fra reklamernes magt, men i stedet ender det med, at kvinden bliver kørt over af en flugtbilist!

## Medvirkende
- David Light, The Light Man
- Ben Ryan Metzger, Bodybuilder på Hollywood Boulevard
- Lili Fuller, Bodybuilders kæreste
- Madeleine Bertani, Videoblogger, Pige på bjerg
- Chelsea Vincent, Hypnotiseret løber
- Taylor Calmus, Videoblogger, Dreng på bjerg